# Mallococcus
Mallococcus är ett släkte av insekter. Mallococcus ingår i familjen skålsköldlöss.
Kladogram enligt Catalogue of Life:
| Mallococcus | \| \| Mallococcus sinensis \| \| \| \| \| \| Mallococcus vitecicola \| \| \| \| |
|             | \| \| Mallococcus sinensis \| \| \| \| \| \| Mallococcus vitecicola \| \| \| \| |
|             | Mallococcus sinensis                                                            |
|             |                                                                                 |
|             | Mallococcus vitecicola                                                          |
|             |                                                                                 |